# Wenzen (gemeindefreies Gebiet)
Das gemeindefreie Gebiet Wenzen ist eines von sieben gemeindefreien Gebieten im Landkreis Holzminden, Niedersachsen. Der Name des Gebietes leitet sich vom angrenzenden Ortsteil Wenzen der Stadt Einbeck im Landkreis Northeim ab. Das Gebiet liegt vollständig im Mittelgebirgszug Hils.
Es hat eine Fläche von 15,84 km² und grenzt im Uhrzeigersinn im Westen an das gemeindefreie Gebiet Eimen, im Norden an das gemeindefreie Gebiet Grünenplan und im Norden und Osten an den Flecken Delligsen des gleichen Landkreises. Im Süden grenzt das Gebiet an die Stadt Einbeck im Landkreis Northeim.
Das gemeindefreie Gebiet ist unbewohnt. Aus statistischen Gründen führt es jedoch den Amtlichen Gemeindeschlüssel 03 2 55 508.